# ورزشگاه بوژیک آرنا
ورزشگاه بوژیک آرنا (به مجاری: Bozsik Aréna) یک ورزشگاه فوتبال در مجارستان است که در بوداپست واقع شده‌است.